# San Dorligo della Valle
San Dorligo della Valle (in sloveno Dolina, in dialetto triestino Dolina e San Dorligo) è un comune italiano di 5 648 abitanti del Friuli-Venezia Giulia. Il territorio è caratterizzato dal fatto che buona parte del comune si trova in Istria (la cosiddetta valle del Breg), mentre una parte minore, a settentrione, si sviluppa sull'altipiano carsico.
Il toponimo fin dal 1923 riunisce le denominazioni in italiano e sloveno del capoluogo. È il comune più orientale della regione e dell’Italia settentrionale.

## Origini del nome
Denominata negli ultimi secoli Dolina, dallo sloveno “valle, avvallamento”, assunse il nome attuale per un Regio Decreto del 1923: sotto il regime fascista si scelse di ripristinare il nome antico in uso nel periodo medievale, in riferimento al nome del patrono del luogo, sant'Ulderico; per quanto riguarda la seconda parte, si tratta della traduzione di Dolina.

## Storia

### Antichità
Le tracce delle prime frequentazioni umane nel territorio comunale risalgono alla preistoria, tuttavia i primi insediamenti stabili di una certa dimensione sono riconducibili alla cultura degli Istri, la cui presenza è ben rappresentata, tra le altre tracce, dai due maestosi castellieri di monte San Michele e monte Carso, posti come a guardia dello sbocco della Val Rosandra.
Il Comune conserva anche alcune importantissime testimonianze riguardanti la fine dell'antico regno istro; le ricerche degli ultimi anni stanno infatti dimostrando che la battaglia che vide inizialmente sconfitti i romani durante la prima campagna d'Istria, ebbe luogo proprio sul territorio comunale.
L'anno successivo alla succitata battaglia, i romani ritornarono in forze conquistando tutta la penisola, così anche il territorio oggi amministrato dal Comune di San Dorligo della Valle passò sotto l'ala di Roma.
Successivamente alla fondazione della colonia romana di Tergeste, cominciò anche per la valle del Breg ed i territori contermini un periodo di pace e prosperità. La fertile valle, nucleo dell'odierno territorio comunale, fu riccamente coltivata a vite ed ulivo, di cui sono testimonianza numerosi rinvenimenti, sul territorio erano presenti diverse ville rustiche ed alcune necropoli. Dal punto di vista infrastrutturale, sicuramente i romani confermarono la natura di nodo di traffico della valle, porta dell'Istria, con strade e percorsi, mentre ben conservato è l'acquedotto romano della Val Rosandra, che assieme ad altri riforniva d'acqua fresca la colonia romana di Tergeste.
Anche il periodo tardoantico ha segnato il particolare territorio comunale. Durante le ondate migratorie gli abitanti degli insediamenti del territorio si rifugiarono in appositi avamposti isolati e difficilmente raggiungibili, posti sulle ripide rocce della Val Rosandra.

### Medioevo
La crisi dell'Impero romano colpì duramente anche queste terre, gli antichi abitanti, romani o romanizzati, protessero in città fortificate, mentre il territorio visse un primo rimboschimento. Finito l'Impero d'Occidente, il territorio triestino passò prima agli ostrogoti, che vi governarono per quasi un secolo, seguì poi la riconquista bizantina, che continuò la tradizione romana sino alla metà dell'VIII secolo. Dopo alterni domini, Trieste con tutto il territorio contermine passò all'impero franco, che dominò la città per cinque secoli. Dal sesto-settimo secolo si assiste ad una progressiva colonizzazione del territorio, che risulta essere, con il nuovo millennio, già solidamente strutturato.
Il Medioevo segna anche l'inizio di una documentata indipendenza della valle del Breg, nucleo originario dell'odierno Comune, dalla città di Trieste. La valle era infatti un distretto a sé nell'ambito della diocesi del vescovo, signore feudale di Trieste ed il confine tra le due entità, il comune di Trieste ed il distretto appunto, è rimasto immutato dal medioevo. Il distretto aveva sede nel Castello di Moccò, da cui prendeva anche nome e contava i seguenti abitati (secondo le denominazioni dell'epoca) Riçmegne, Gassi, Borst, Breseç, Bagnoli, Preseriani, Creguiani, Sancti Odorici, Sancti Martini e Brde. Gli abitati di Preseriani e Brde sono andati perduti nel corso dei secoli, Gassi è l'antico nome dell'abitato di Log, mentre Sancti Martini coincide con la frazione di Brce presso Dolina, gli altri abitati hanno conservato quasi immutata la propria denominazione sino ad oggi.
La valle era inoltre sede della pieve matrice della Diocesi triestina, seconda per età solo alla basilica di Muggia vecchia e, ovviamente, alle basiliche paleocristiane urbane di Trieste. Si tratta nello specifico della pieve dedicata a sant'Ulderico e sita al centro dell'abitato di Dolina, formatosi proprio attorno all'importante centro ecclesiastico, abitato in cui aveva sede la residenza personale del vescovo triestino.
Il tardo medioevo fu segnato dalle guerre tra Trieste ed il Duca d'Austria da una parte e la Repubblica di Venezia dall'altra per il controllo delle strategiche vie commerciali che passavano in primo luogo attraverso il distretto di Moccò e nei suoi pressi. In questo periodo la storia del distretto coincide in sostanza con la storia del castello stesso.

### Età moderna
Ritornata la valle alla casa d'Austria e distrutto il castello di Moccò nel 1511, l'eredità amministrativo-bellica della fortezza medievale passa al neonato castello di San Servolo. Un secolo dopo, nel 1632, venne istituita la Signoria di San Servolo, che continuò sostanzialmente la gestione dell'antico distretto di Moccò. Quasi a sottolineare la continuità storica tra il distretto e la nuova entità, ben presto i signori costruirono il proprio palazzo ai piedi delle rovine del castello di Moccò, palazzo che successivamente sarà conosciuto come Fünfenberg.
Il Seicento fu tuttavia segnato anche da un fatto bellico di non poca importanza: da anni avvenivano infatti scaramucce tra vicini sul confine austro-veneto; la goccia che fece traboccare il vaso e diede il via alla sanguinosa guerra di Gradisca (o degli Uscocchi) avvenne proprio a Dolina. Era il novembre 1615, la tensione tra Austria e Venezia stava per raggiungere il culmine e cominciarono le prime sortite a danno delle fortezze avversarie. Una notte un gruppo di incursori veneziani si avvicinò silenziosamente alla fortezza di San Servolo, per attaccarla all'improvviso; tuttavia la difesa retta da Benvenuto Petazzi era più resistente del previsto e la soldatesca rivoltò quindi verso valle, incendiando Prebeneg (Prebenico), Brce e Dolina, distruggendo così anche l'antica Pieve matrice.
Successivamente giunse una nave veneta alla foce della Rosandra con lo scopo di distruggere le saline triestine che lì stavano, tuttavia gli Imperiali non erano impreparati: giunsero rinforzi da Fiume ed esplose una cruenta battaglia. Alla fine sul campo rimasero più di duecento morti tra le file veneziane: ormai la guerra non poteva più essere arginata.
Il Settecento è segnato dalla proclamazione di Trieste porto franco e dal sempre maggiore peso del porto sull'economia del territorio contermine. La fine del secolo ed i primi dell'Ottocento vedono il susseguirsi delle occupazioni francesi, che portarono le prime forme di amministrazione moderna nel territorio. Nel successivo ritorno all'Austria e dopo le diverse modifiche amministrative che caratterizzarono quel periodo di riforme nacque finalmente il Capocomune di Dolina (secondo la definizione dell'epoca), che, assieme al Capocomune di Materija ricalcavano esattamente i confini della soppressa Signoria. In sintesi è possibile seguire la continuità della indipendenza amministrativa della valle del Breg dal Medioevo sino all'oggi.

### Storia contemporanea

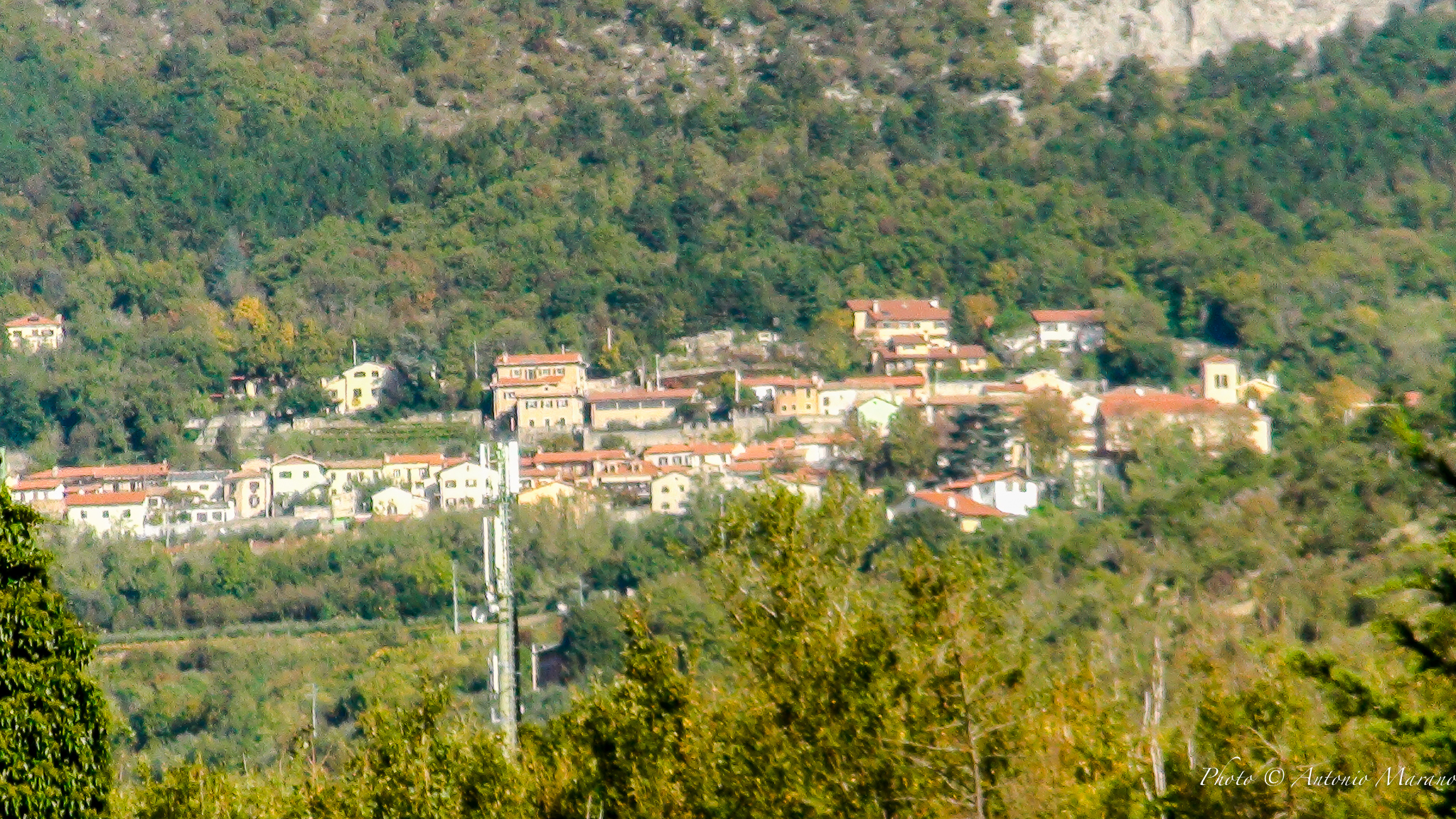
Panoramica

Dopo la prima guerra mondiale il Comune venne incluso nella regione amministrativa della Venezia Giulia, annessa al Regno d'Italia. Nel 1923 vi vennero aggregate la frazione di Grozzana e parte di Draga, staccate dal comune di Occisla-San Pietro, mentre furono distaccate le frazioni di Gabrovizza e Ospo, aggregate al comune di Decani, e San Servolo, aggregata al nuovo comune di Erpelle-Cosina.
Nel 1945, il territorio fu liberato dall'armata popolare jugoslava e successivamente occupato dall'esercito americano e inglese. Per effetto del Trattato di Pace di Parigi del 1947, parti delle frazioni Draga, Grozzana e Verpoglie furono cedute alla Jugoslavia e aggregate al comune di Erpelle-Cosina (oggi in Slovenia).
Dal 1947 al 1954 fece parte della zona A del Territorio Libero di Trieste, e venne aggregato alla Repubblica italiana il 26 ottobre 1954, subendo tuttavia un'ulteriore perdita di territorio a seguito della modifica confinaria effettuata a favore della Jugoslavia. Le frazioni di Becca, Micheli e San Servolo passarono al comune di Capodistria.

### Simboli
Lo stemma e il gonfalone sono stati concessi con decreto del presidente della Repubblica dell'11 ottobre 1999.
Il gonfalone è un drappo di azzurro.

## Monumenti e luoghi d'interesse

### Architetture religiose

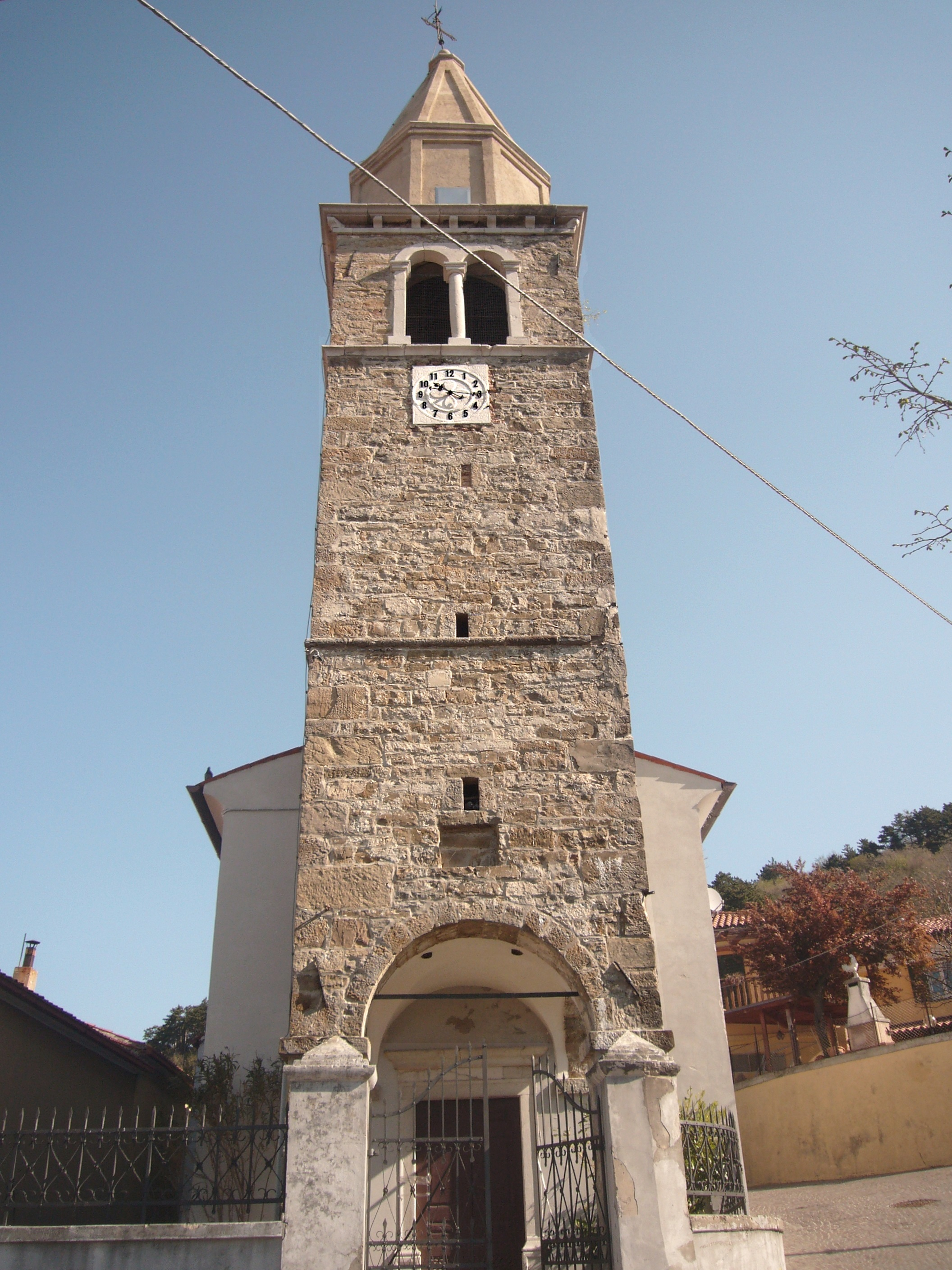
La chiesa di Prebeneg (Prebenico)

- Chiesa di Sant'Ulderico a San Dorligo della Valle
- Chiesa di San Giovanni Battista a Bagnoli della Rosandra, dedicata a San Giovanni Battista, risale al XVII secolo
- Chiesa di Sant'Antonio Abate a Sant'Antonio in Bosco, costruita nella prima metà del XIX secolo, fu consacrata nel 1847
- Chiesa di San Bartolomeo Apostolo a San Dorligo della Valle
- Chiesa di San Giuseppe a San Giuseppe della Chiusa
- Chiesa di Sant'Antonio Abate a Prebeneg, costruita nel XVII secolo
- Chiesa di Santa Maria in Siaris nella Val Rosandra
- Chiesa della Santissima Trinità a Crogole, risalente al XVII secolo
- Chiesa di San Martino, in località Berce
- Chiesa di Sant'Orsola, edificata nel XVII secolo
- Chiesa di San Lorenzo, situata nel paesino di San Lorenzo

## Società

### Evoluzione demografica
Abitanti censiti

### Lingue e dialetti
Secondo lo statuto comunale, nell'attività del Comune è garantita pari dignità sociale alla lingua slovena ed alla lingua italiana, potendo utilizzare la lingua minoritaria anche in ambito istituzionale.
| %      | Ripartizione linguistica (gruppi principali) |
| ------ | -------------------------------------------- |
| 29,50% | madrelingua italiana                         |
| 70,50% | madrelingua slovena                          |

Secondo una stima governativa del 1983, nel comune di San Dorligo della Valle il 65% della popolazione era di lingua slovena.

## Geografia antropica

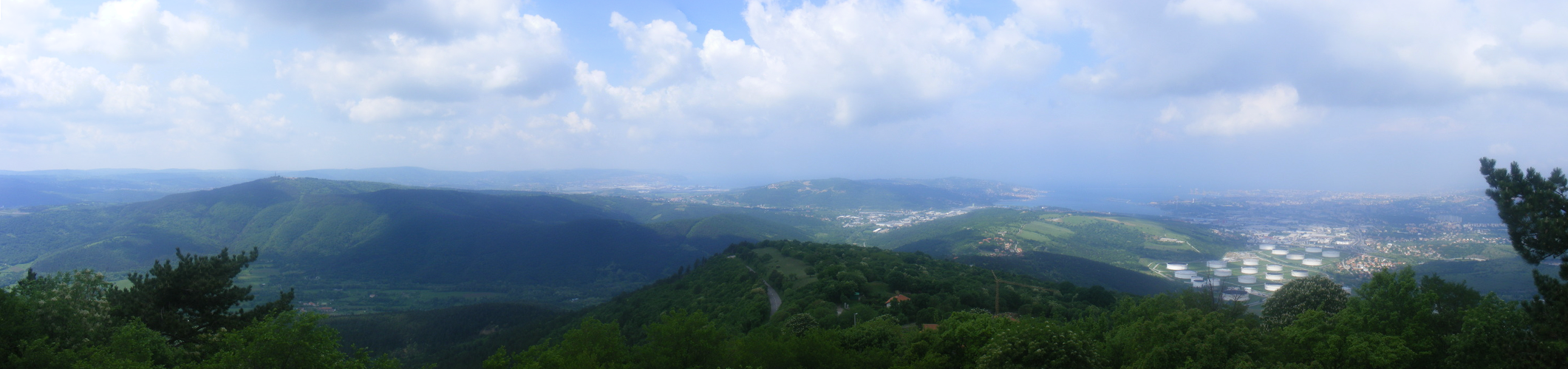
Panorama dal castello di San Servolo/Socerb (Slovenia)

### Frazioni
I dati sulla popolazione delle seguenti 25 frazioni e località sono inclusi nel censimento ISTAT 2011:

#### Nelle valli del Rosandra e dell'Ospo
- Aquilinia/Žavlje: 310 ab. - 28 m s.l.m.
- Bagnoli della Rosandra/Boljunec: 1 305 ab. - 64 m s.l.m.
- Bagnoli Superiore/Gornji Konec: 57 ab. - 81 m s.l.m.
- Caresana/Mačkolje: 255 ab. - 105 m s.l.m.
- Crociata/Križpot: 68 ab. - 17 m s.l.m.
- Crogole/Kroglje - 90 m s.l.m.
- Domio/Domjo: 1 880 ab. - 12 m s.l.m.
- Francovez/Frankovec
- Hervati/Hrvati: 21 ab. - 260 m s.l.m.
- Lacotisce/Lakotišče - 25 m s.l.m.
- Log - 82 m s.l.m.
- Mattonaia/Krmenka - 27 m s.l.m.
- Moccò/Zabrežec - 168 m s.l.m.
- Monte d'Oro/Mont: 20 ab. - 45 m s.l.m.
- Prebeneg: 147 ab. - 235 m s.l.m.
- Puglie/Pulje - 28 m s.l.m.
- Dolina: 1 892 ab. - 106 m s.l.m.
- San Giuseppe della Chiusa/Ricmanje: 390 ab. - 164 m s.l.m.
- Sant'Antonio in Bosco/Boršt: 453 ab. - 187 m s.l.m.
- Zona industriale - 3 m s.l.m.

#### Sull'altipiano carsico
- Botazzo o Bottazzo/Botač - 200 m s.l.m.
- Draga: 53 ab. - 354 m s.l.m.
- Grozzana/Gročana: 106 ab. - 500 m s.l.m.
- Pesek: 92 ab. - 474 m s.l.m.
- San Lorenzo/Jezero: 18 ab. - 377 m s.l.m.

## Economia

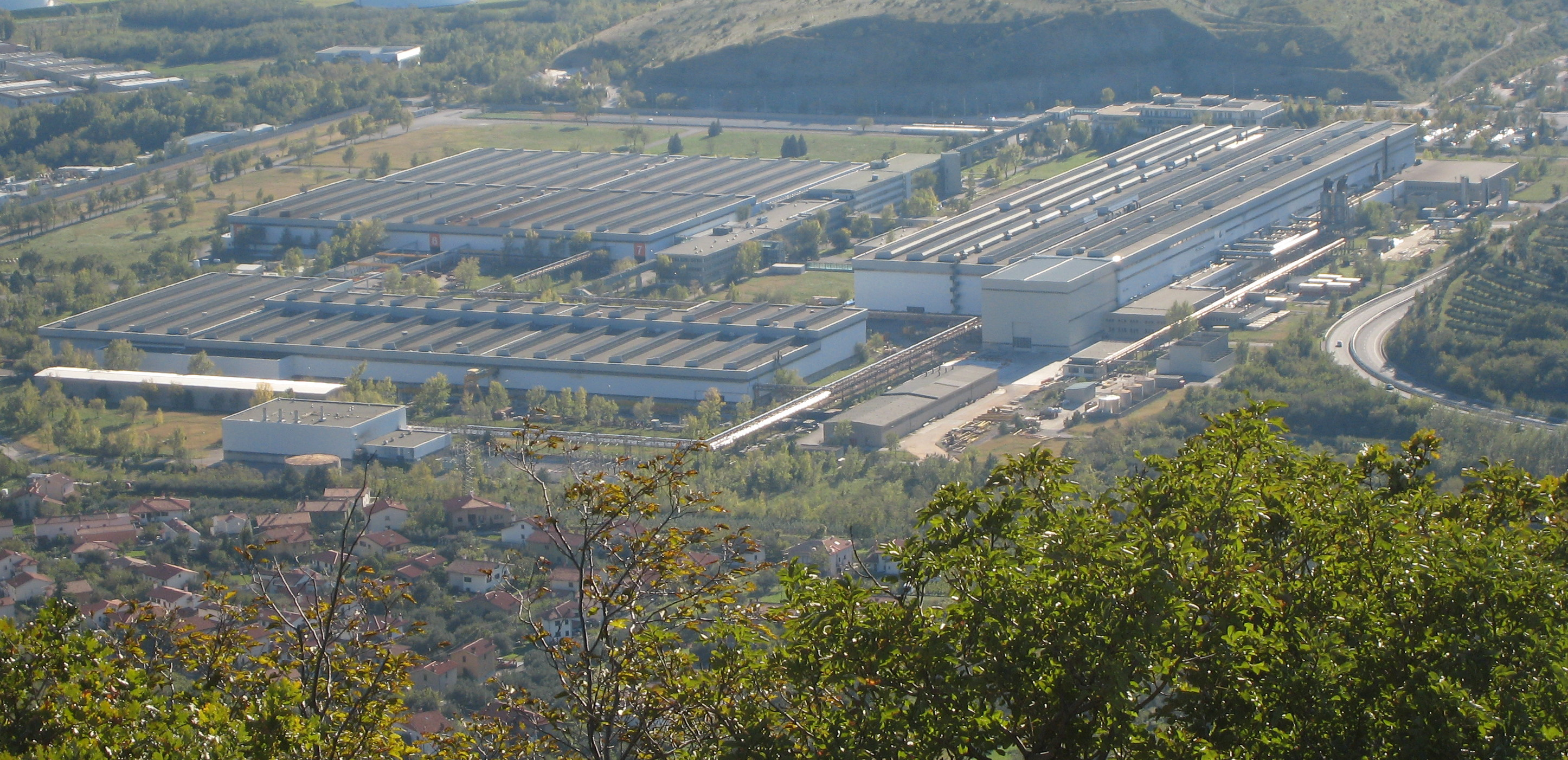
Lo stabilimento della Wärtsilä Italia di Bagnoli della Rosandra

Nel comune hanno sede l'azienda produttrice di carte da gioco Modiano e, nella frazione di Bagnoli della Rosandra, la Wärtsilä Italia. Quest'ultima fa parte della compagnia finlandese Wärtsilä, la quale nel 1999 ha rilevato da Fincantieri gli stabilimenti della società Grandi Motori Trieste.

## Amministrazione
Dal 1949 al 1975 fu sindaco Dušan Lovriha, ex partigiano, del Partito Comunista, che fu anche consigliere regionale per due mandati nelle file del PCI. Proprio durante i suoi mandati è stata costruita la maggior parte dell'infrastruttura pubblica.
| Periodo        | Periodo        | Primo cittadino    | Partito                                           | Carica  | Note   |
| -------------- | -------------- | ------------------ | ------------------------------------------------- | ------- | ------ |
| 18 giugno 1985 | 29 giugno 1990 | Edvin Švab         | PCI                                               | Sindaco | [ 15 ] |
| 5 luglio 1990  | 24 aprile 1995 | Marino Pečenik     | PSI                                               | Sindaco | [ 16 ] |
| 25 aprile 1995 | 14 giugno 1999 | Boris Pangerc      | centrosinistra                                    | Sindaco | [ 17 ] |
| 14 giugno 1999 | 28 giugno 2004 | Boris Pangerc      | centrosinistra                                    | Sindaco | [ 18 ] |
| 14 giugno 2004 | 8 giugno 2009  | Fulvia Premolin    | centrosinistra                                    | Sindaco | [ 18 ] |
| 8 giugno 2009  | 26 maggio 2014 | Fulvia Premolin    | centrosinistra                                    | Sindaco | [ 19 ] |
| 26 maggio 2014 | 27 maggio 2019 | Sandy Klun         | Rifondazione e liste civiche                      | Sindaco | [ 20 ] |
| 27 maggio 2019 | 9 giugno 2024  | Sandy Klun         | Rifondazione e liste civiche                      | Sindaco | [ 21 ] |
| 10 giugno 2024 | in carica 2024 | Alessandro Coretti | Partito Democratico, Rifondazione e liste civiche | Sindaco | [ 22 ] |

## Sport
Nel comune di San Dorligo della Valle - Dolina esistono varie associazioni sportive. Una di queste è la società sportiva dilettantistica Amatersko športno društvo Breg, nata nel 1965.
La prima squadra di pallacanestro milita in C2, mentre quella di calcio milita nella prima categoria.